# Chantal Côté
Chantal Côté (* 16. Februar 1964 in Chibougamau) ist eine ehemalige kanadische Eisschnellläuferin und Shorttrackerin.

## Werdegang
Côté nahm in der Saison 1985/86 in Davos erstmals am Eisschnelllauf-Weltcup teil und errang dabei den 28. Platz über 1500 m sowie den 20. Platz über 3000 m. In der Saison 1987/88 belegte sie bei den Olympischen Winterspielen 1988 in Calgary den 26. Platz über 3000 m sowie den 21. Rang über 1500 m und bei der Mehrkampfweltmeisterschaft 1988 in Skien den 24. Platz im Kleinen Vierkampf. In der folgenden Saison erreichte sie in Calgary mit dem siebten Platz über 3000 m ihre beste Platzierung im Weltcup und kam bei der Mehrkampfweltmeisterschaft 1989 in Lake Placid auf den 20. Rang im Kleinen Vierkampf. Im Jahr 1990 lief sie bei der Mehrkampfweltmeisterschaft 1990 in Calgary erneut auf den 24. Platz im Kleinen Vierkampf und bei der Sprintweltmeisterschaft 1990 in Tromsø auf den 23. Rang. In der Saison 1991/92 absolvierte sie in Albertville ihren 53. und damit letzten Weltcup, welchen sie auf dem 20. Platz über 3000 m beendete und startete bei der Sprintweltmeisterschaft 1992 in Oslo letztmals international. Dabei errang sie den 24. Platz. Im Shorttrack nahm sie an der Winter-Universiade 1985 in Belluno teil und gewann dabei die Bronzemedaille über 1000 m sowie die Goldmedaille mit der Staffel.

## Erfolge

### Olympische Spiele
- 1988 Calgary: 21. Platz 1500 m, 26. Platz 3000 m

### Mehrkampf-Weltmeisterschaften
- 1988 Skien: 24. Platz Kleinen Vierkampf
- 1989 Lake Placid: 20. Platz Kleinen Vierkampf
- 1990 Calgary: 24. Platz Kleinen Vierkampf

### Sprint-Weltmeisterschaften
- 1990 Tromsø: 23. Platz Sprint-Mehrkampf
- 1992 Oslo: 24. Platz Sprint-Mehrkampf

## Persönliche Bestleistungen im Eisschnelllauf
| Disziplin | Zeit         | Datum             | Ort     |
| --------- | ------------ | ----------------- | ------- |
| 500 m     | 41,80 s      | 6. Januar 1990    | Calgary |
| 1000 m    | 1:23,72 min  | 9. Dezember 1989  | Calgary |
| 1500 m    | 2:08,83 min  | 10. Januar 1992   | Calgary |
| 3000 m    | 4:30,57 min  | 12. Februar 1989  | Calgary |
| 5000 m    | 7:56,27 min  | 16. Dezember 1991 | Calgary |
| 10.000 m  | 17:15,17 min | 24. März 1991     | Calgary |